# Зоммерсдорф (ам-Зе)
Зоммерсдорф (нем. Sommersdorf) — община в Германии, районный центр, расположен в земле Мекленбург-Передняя Померания.
Входит в состав района Деммин. Подчиняется управлению Деммин-Ланд. Население составляет 260 человек (на 31 декабря 2010 года). Занимает площадь 8,71 км².

## Население
| Год  | Численность | Численность |
| ---- | ----------- | ----------- |
| 2017 | 220         | [ 1 ]       |
| 2019 | 218         | [ 3 ]       |
| 2021 | 230         | [ 4 ]       |
| 2022 | 253         | [ 5 ]       |
| 2023 | 254         | [ 2 ]       |